# 韋斯科茨角 (特拉華州)
韋斯科茨角（英語：Wescoats Corner）是位於美國特拉華州蘇塞克斯縣的一個非建制地區。該地的面積和人口皆未知。

## 地理
韋斯科茨角的座標為38°45′06″N 75°09′52″W / 38.75167°N 75.16444°W，而該地的平均海拔高度為8米（即26英尺）。